# Requiem Records
Requiem Records – niezależne polskie wydawnictwo undergroundowe funkcjonujące nieprzerwanie od 1995 r.

## Opis
Requiem Records zajmuje się promocją muzyki elektronicznej, ambientalnej i postindustrialnej tworzonej przez niezależnych artystów. Założycielem i siłą napędzającą wydawnictwa jest Łukasz Pawlak. Stanowi niewątpliwy i nieoceniony wkład w promocję muzyki niezależnej, która bez jego pomocy miałaby niewielkie szanse na dotarcie do szerszego grona odbiorców.
Wydawnictwo angażuje się również w projekty integrujące artystów i różne gatunki muzyczne. Na fali tego nurtu powstały m.in. takie projekty jak City Songs, Musli 24, czy Sleep Well.